# Ben Maher
Benjamin Richard "Ben" Maher, född den 30 januari 1983 i Enfield Town i London Borough of Enfield i Storbritannien, är en brittisk ryttare.
Han tog OS-guld i lagtävlingen i hoppning i samband med de olympiska ridsporttävlingarna 2012 i London. Vid olympiska sommarspelen 2020 som genomfördes 2021 vann Maher guld i den individuella hästhoppningen. Vid olympiska sommarspelen 2024 var Maher åter del av det brittiska lag som vann OS-guld i lagtävlingen. 